# Ainsi va Manu
Ainsi va Manu est une web-série jeunesse canadienne. Elle est scénarisée et réalisée par Josiane Blanc et coproduite par cette dernière et Ania Jamila, d'abord avec Diversified Voices Productions et Luve Films, puis avec Sahkosh Productions.
Ainsi va Manu suit Manuela, une élève dans une école secondaire de langue française de Toronto. Au cours de la première saison, elle prépare une offensive pour éviter à sa famille l'éviction de l'immeuble où elle habite. Au cours de la deuxième saison, Manu s'intègre dans une nouvelle école, en banlieue. Elle renoue avec une partie de sa famille et découvre ses racines haïtiennes.
Au Canada, la première saison est diffusée par Unis TV (TV5) à partir du 4 juin 2021. La deuxième saison est diffusée sur TFO à partir du 17 mai 2024. Les deux saisons sont disponibles en streaming sur TFO.org.

## Synopsis

### Saison 1
Manuela, surnommée Manu, fréquente une école secondaire de langue française du centre-ville de Toronto. Le propriétaire de l'immeuble où elle habite menace sa famille (composée de sa mère Karine et de son petit frère Liam) d'expulsion. Avec l'aide de ses proches, Manu prépare une offensive pour faire renverser la décision.

### Saison 2
Manu fréquente une nouvelle école de langue française à Oak Ridges, en banlieue de Toronto. Elle tente de se faire une place dans sa nouvelle école et rejoint le conseil d'élèves. En parallèle, elle découvre une partie de sa famille dont elle ne connaissait pas l'existence. Malgré la réticence de sa mère, elle renoue avec un oncle et un cousin et part à la quête de ses racines haïtiennes, notamment avec l'aide de ses proches à Toronto. Karine, qui trouve du travail dans un centre pour personnes âgées, tente aussi de se créer un cercle social et Liam vit des difficultés à l'école.

## Distribution

### Saison 1
- Cindy Charles : Manuela
- Sandra Dorélas : Karine, la mère de Manu
- Jamaal Mansaray : Liam, le petit frère de Manu
- Laurence Barrette : Kim
- Nam Nguyen : Patrick
- Gabriel Favreau : Matthew
- Arlen Aguayo-Stewart : Mme Gonzales
- Mikael Conde : Simon

### Nouveaux rôles lors de la saison 2
- Ted Pluviose : Frantz
- Madani Tall : Aiden
- Maïka Ferron : Andréa
- Karine Ricard : Michèle
- Raymond Cloutier : Monsieur Hervé

## Production

### Financement
La première saison est produite grâce au Talents en vue de Téléfilm Canada, le programme Créateurs en série de TV5 et à TFO.

### Distribution
Une partie de la distribution est franco-ontarienne d'origine ou d'adoption, comme Sandra Dorélas, Jamaal Mansaray, Lindsay Owen Pierre (2e saison), Karine Ricard (2e saison) et Pierre Simpson (1re saison).

### Tournage
La première saison est tournée en partie dans l'École secondaire Toronto-Ouest et dans l'École secondaire catholique Saint-Frère-André, dont les couleurs distinctives apparaissent dans la série. Dans la deuxième saison, l'École secondaire Jeunes sans frontières de Brampton est utilisée pour figurer l'école d'Oak Ridges. Le tournage a aussi eu lieu à Etobicoke et King City en 2023[réf. nécessaire].

## Fiche technique
- Titre original : Ainsi va Manu
- Titre en anglais : Hogtown

- Réalisation : Josiane Blanc
- Scénario : Josiane Blanc
- Musique : Lora Bidner
- Décors : 
  - Première saison : David Boechler
  - Deuxième saison : Antonia Sinn, Jasmine Anguah et Lisa Ryder
- Costumes :
  - Première saison : Mélanie Brisson
  - Deuxième saison : Katie Goodfellow
- Photographie : 
  - Première saison : Devon Burns
  - Deuxième saison : Jack Yan Chen
- Montage :
  - Première saison : Marc Fourreau
  - Deuxième saison : Maria Todorov-Topouzov
- Production : Josiane Blanc et Ania Jamila
- Sociétés de production : 
  - Première saison : Diversified Voices Productions et Luve Films
  - Deuxième saison : Sahkosh Productions
- Pays de production :  Canada
- Langue originale : français
- Genre : comédie dramatique, jeunesse
- Nombre de saisons : 2
- Nombre d'épisodes : 15
- Durée : 18 minutes en moyenne (de 15 à 21 minutes)
- Dates de première diffusion de la première saison :
  - Canada : 4 juin 2021
- Dates de première diffusion de la deuxième saison :
  - Canada : 3 mai 2024
  - Internationale : 28 mai au 3 juin 2024

## Liste des épisodes

### Première saison (2021)
1. Éviction immédiate
2. Point de ralliement
3. Confrontation nocturne
4. La résistance
5. La riposte
6. Le tout pour le tout
7. Les jeux sont faits

### Deuxième saison (2024)
1. Déracinement involontaire
2. Opération évasion
3. Les inséparables
4. Point de bascule
5. Chaos harmonique
6. Scission fraternelle
7. L'Union fait la force
8. La vie devant soi

## Accueil

### Critiques
La série est bien accueillie dès son lancement au printemps 2020. Selon Lucille Tatti, de L'Express, « La série jeunesse est avant tout divertissante, pleine d'humour, d'amour et d'espoir, en dépit de sa problématique initiale plutôt sérieuse ». Selon certains commentateurs, Josiane Blanc représente la diversité culturelle « comme on le voit rarement à la télévision »,. Ainsi va Manu est aussi remarquée par le naturel avec lequel elle met en scène l'utilisation du français dans un milieu à dominance anglophone, avec « un cocktail de français avec des mots et parfois des phrases entières en anglais », pour reprendre les mots de Lucille Tatti. Selon Yan Lauzon, du Journal de Montréal, Cindy Charles y joue son premier grand rôle, « positif et joyeux ». La deuxième saison est attendue. La scénariste et réalisatrice livre « une comédie dramatique sympathique qui aborde des enjeux sociaux bien réels », d'après Marc-André Lemieux, dans La Presse le 29 avril 2024. La série aborde la réalité des jeunes comme des adultes, avec réalisme et humour.

### Distinctions
Lors des 37e prix Gémeaux en 2022, Cindy Charles et Sandra Dorélas sont finalistes pour le « Meilleur premier rôle pour une émission ou série produite pour les médias numériques: jeunesse » et Laurence Barrette et Gabriel Favreau pour le « Meilleur rôle de soutien pour une émission ou série produite pour les médias numériques: jeunesse ».
La série remporte le prix de la meilleure réalisation au « Showcase 2022 » de Women in Film and TV (WIFT).
En 2024, pour la deuxième saison, Sandra Dorélas remporte le prix de « Meilleure actrice de soutien » au festival allemand Die Seriale, consacré aux séries numériques. Lora Bidner est finaliste pour le prix de la meilleure trame sonore.